# Exorista mimula
Exorista mimula är en tvåvingeart som först beskrevs av Johann Wilhelm Meigen 1824.  Exorista mimula ingår i släktet Exorista och familjen parasitflugor. Arten är reproducerande i Sverige. Inga underarter finns listade i Catalogue of Life.